# Tilicske

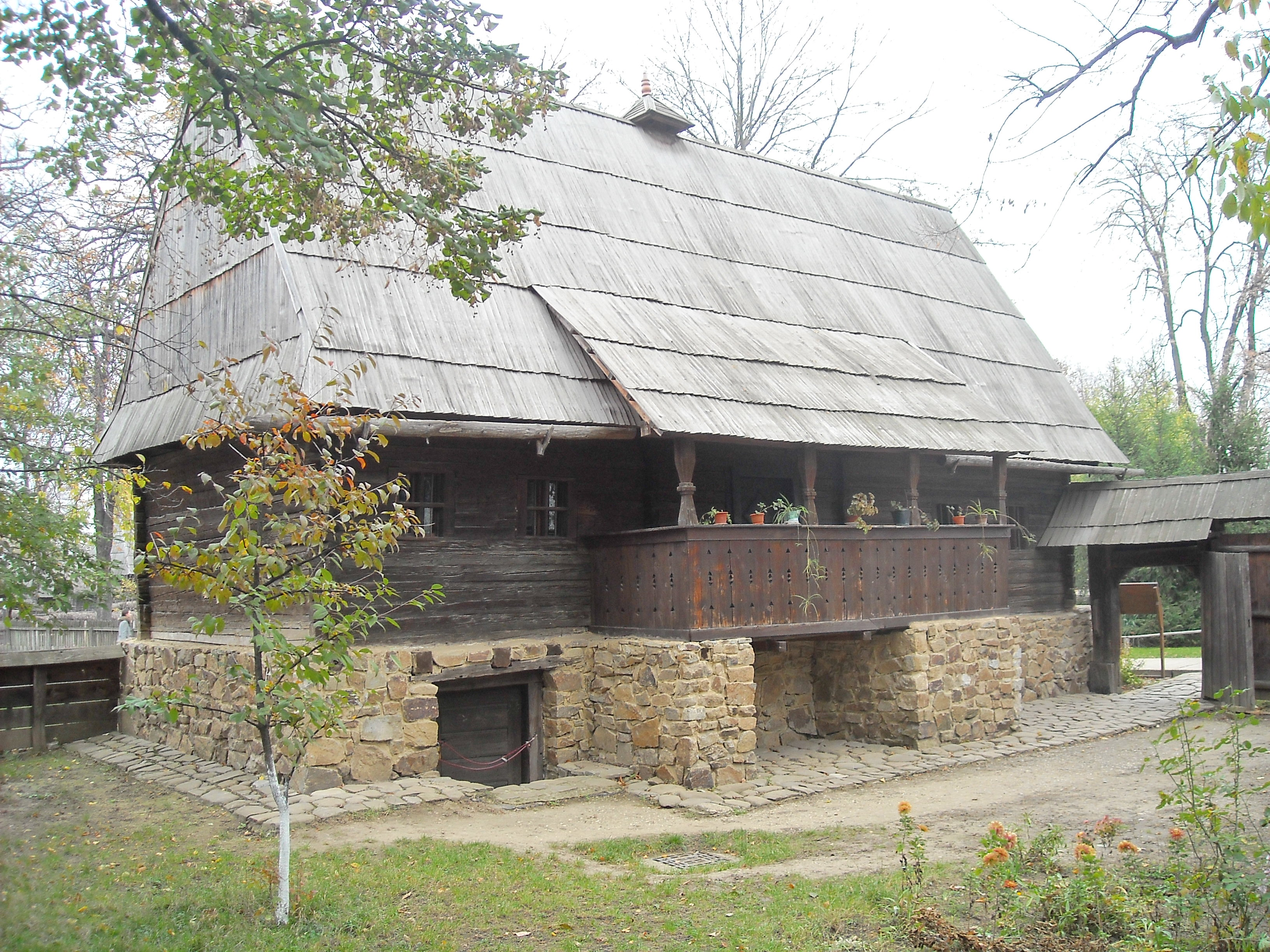
1847-ben épült tiliskai ház a bukaresti falumúzeumban

Tilicske, 1912-ig Tiliska (románul Tilișca, németül Tilischen) falu Romániában, Szeben megyében, az azonos nevű község központja.

## Fekvése
A Szebeni-Hegyalja tájegységben, a Szebeni-havasokhoz tartozó Szerdahelyi-hegység északkeleti részén, Szelistyétől néhány km-re nyugatra fekszik. Négy, 700 és 750 méteres, erdős hegy veszi körül.

## Nevének eredete
A tilișcă a varázslófű román neve. Kiss Lajos szerint azonban a helységnév egy 'borjú' jelentésű szláv szóból származik és mai román neve népetimológiás. Első említése: Thylichke (1366).

## Története
A község határában dák erődítményt tártak fel. A két védelmi vonal között két lakótorony, műhelyek és gazdasági épületek helyezkedtek el.
Kezdetben Fehér vármegyei szabad határőrfalu volt. 1366 és 1472 között a havasalföldi vajdák omlási kerületéhez tartozott. A 16–19. században Szelistyeszék része volt.
A falu történetét évszázadokon keresztül két, egymással összefüggő foglalkozás, a transzhumáló juhtartás és a kallózás határozta meg. Nyájaikat egykor nemcsak a Kárpátokon túl, de az alacsonyan fekvő erdélyi legelőkön is teleltették. A juhaikból nyert gyapjún kívül a minden ősszel távoli falvakból összegyűjtött gyapjúneműt is kimosták és tömörítették. Kiegészítő keresetként a patakok vizét lisztelő malmok meghajtására használták. Egy-egy vízimalomnak 12-15 gazdából álló malmostársaság volt a birtokosa és a 19. század végén harminc falu terményeit őrölték bennük. 1675-ben húsz kallómalmot, 1721-ben 28 kallómalmot, 15 lisztelő malmot és 3 fűrészt, 1766-ban már 41 kallómalmot, 16 lisztelő malmot és 6 fűrészt írtak össze benne. A 20. század elején még 16 kallózó és 15 lisztelő malma működött.
A 19. század második felében megnehezült az addig űzött transzhumálás folytatása. Az 1880-as években lakóinak nagy része a Krím-félszigetre települt és a Dnyeper, a Dnyeszter, a Don és a Donyec mellékén űzte tovább korábbi foglalkozását. A többiek részint háziipart űztek (szőttek-fontak, bőrt dolgoztak fel), részint áttértek a kereskedésre. Évről évre sokan próbáltak szerencsét Romániában, vagy le is telepedtek ott. 1940-ben Dobrudzsában 103 tiliskai születésű egyén élt. Mások vándorkereskedőként járták a falvakat (főként szövettel üzleteltek), de negyven erdélyi faluban boltot vagy kocsmát is nyitottak a tiliskaiak. Szegényebb és kevésbé élelmes lakói a szomszédos szász falvakba jártak kukoricát kapálni. Egykori legelőinek nagy részét a község visszaerdősítette, amiért a 20. század elején a magyar államtól ezer korona jutalomban részesült.
1910 körül a férfiak gyári gyolcsinget, báránybőr vagy kékposztó mejjest, rövid lajbit viseltek, fejükön fekete báránybőr kucsmát. Az idősek még bocskort, a fiatalok már mind cipőt hordtak. A nők ruhája az előző század végén változott meg. Gyári kötényt, drága, selyemmel és aranyszállal kivarrt gyolcsinget, fekete szőr- vagy selyemkendőt, fekete bársonnyal vagy asztrahánnal szegett bőr- vagy kékposztó mellényt viseltek.
Házai általában kő alapra, fenyőfából épültek, a legtöbb zsindellyel, de sok cseréppel fedve.
1941-ben 1571 hektáros határának 31%-a volt erdő, 31,5%-a kaszáló és 26%-a legelő.

## Lakossága
- 1850-ben 4402 lakosából 4291 román és 105 roma nemzetiségű volt, 2709 ortodox és 137 görögkatolikus vallású.
- 1900-ban 2011 lakosából 2006 volt román anyanyelvű; 1964 ortodox és 42 görögkatolikus vallású.
- 2002-ben 1197 lakosából 1191 volt román nemzetiségű és 1196 ortodox vallású.

## Látnivalók
- Falumúzeumát egy parasztházban rendezték be 2003-ban.
- A nagyobbik ortodox templom 1782-ben, egy korábbi fatemplom helyén épült. A kisebbiket a görögkatolikusok építették 1843-ban. 1858-ban a görögkatolikus hívek többsége áttért az ortodox vallásra.
- A falut északnyugatról határoló hegyen középkori vár romjai láthatóak. A vár keletkezéséről írásos forrás nem maradt fenn, de a régészeti leletek szerint a 13. században épülhetett. A 15. században tűzvész nyomán pusztult el. A romokat építkezéseknél használták fel, jelenleg már csak az alapfal egy darabja áll.

## Képek

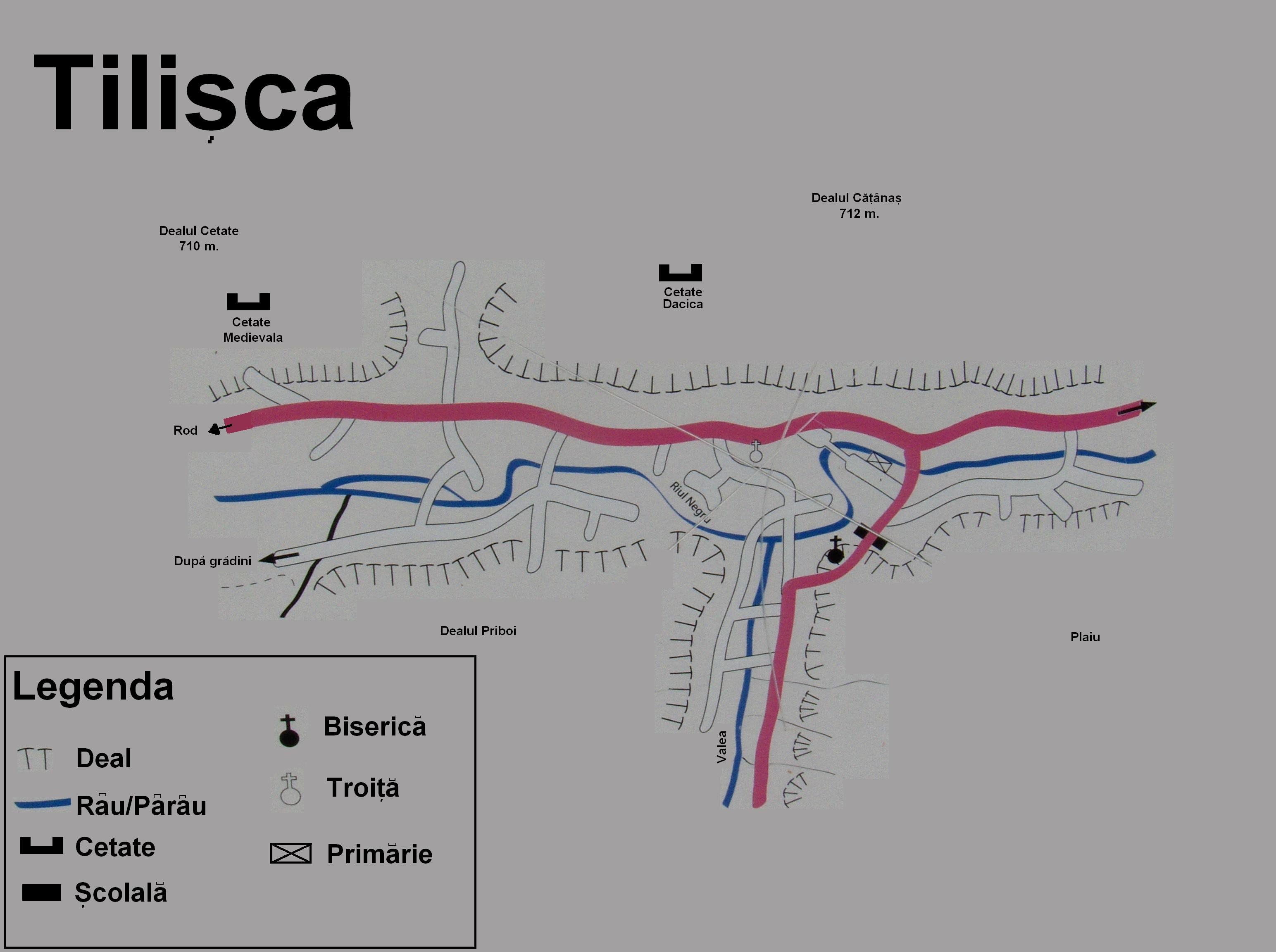
A falu térképe
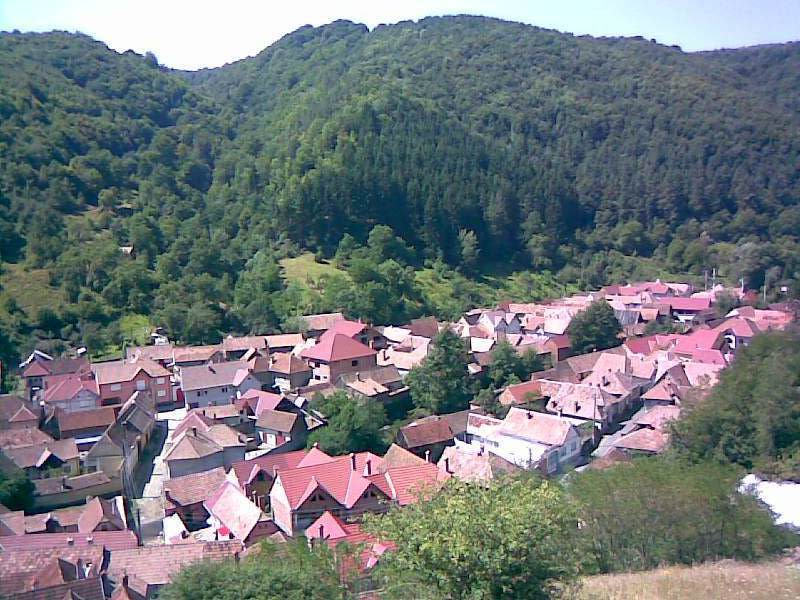
A falu felső része
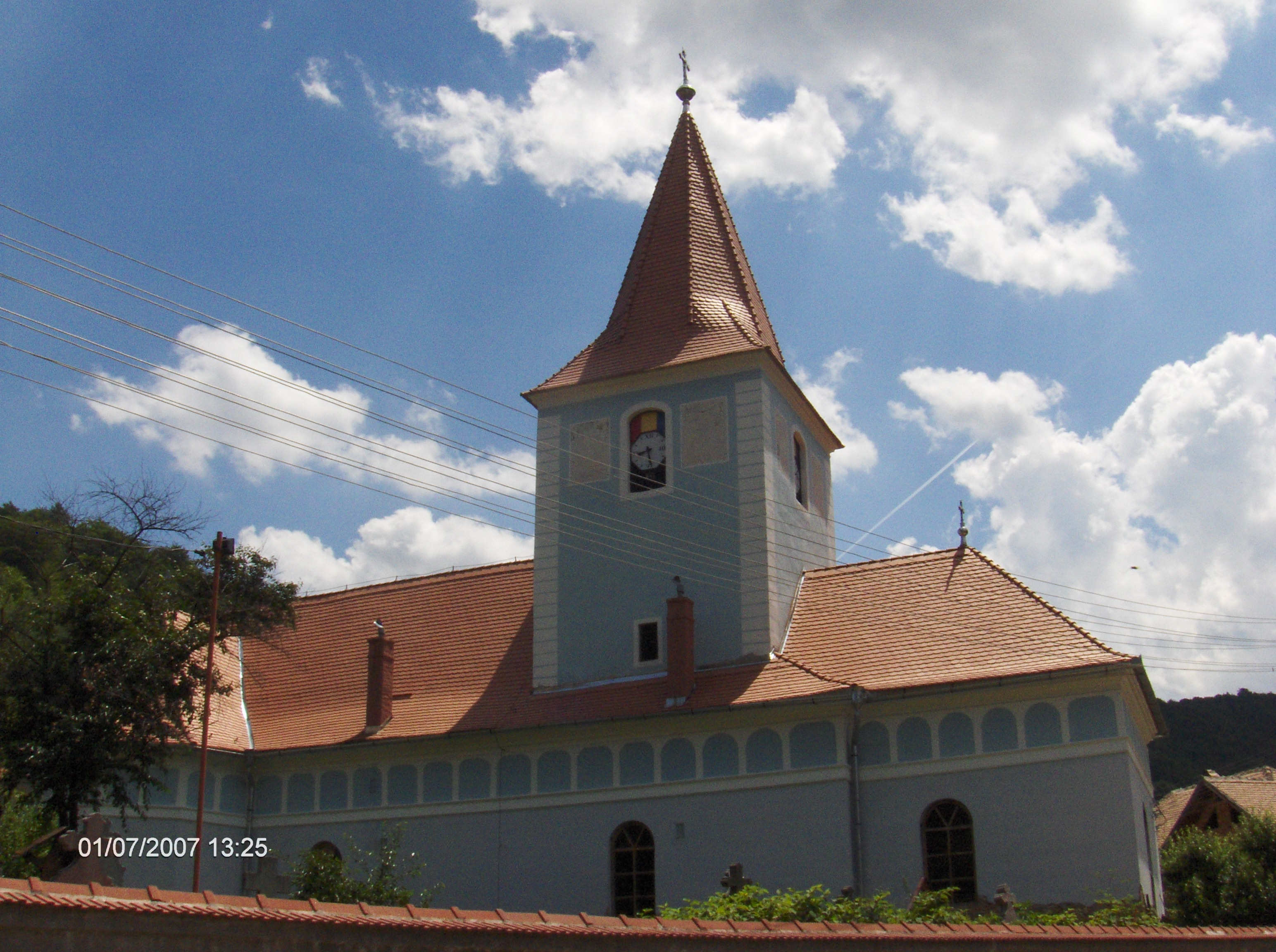
A nagyobbik templom
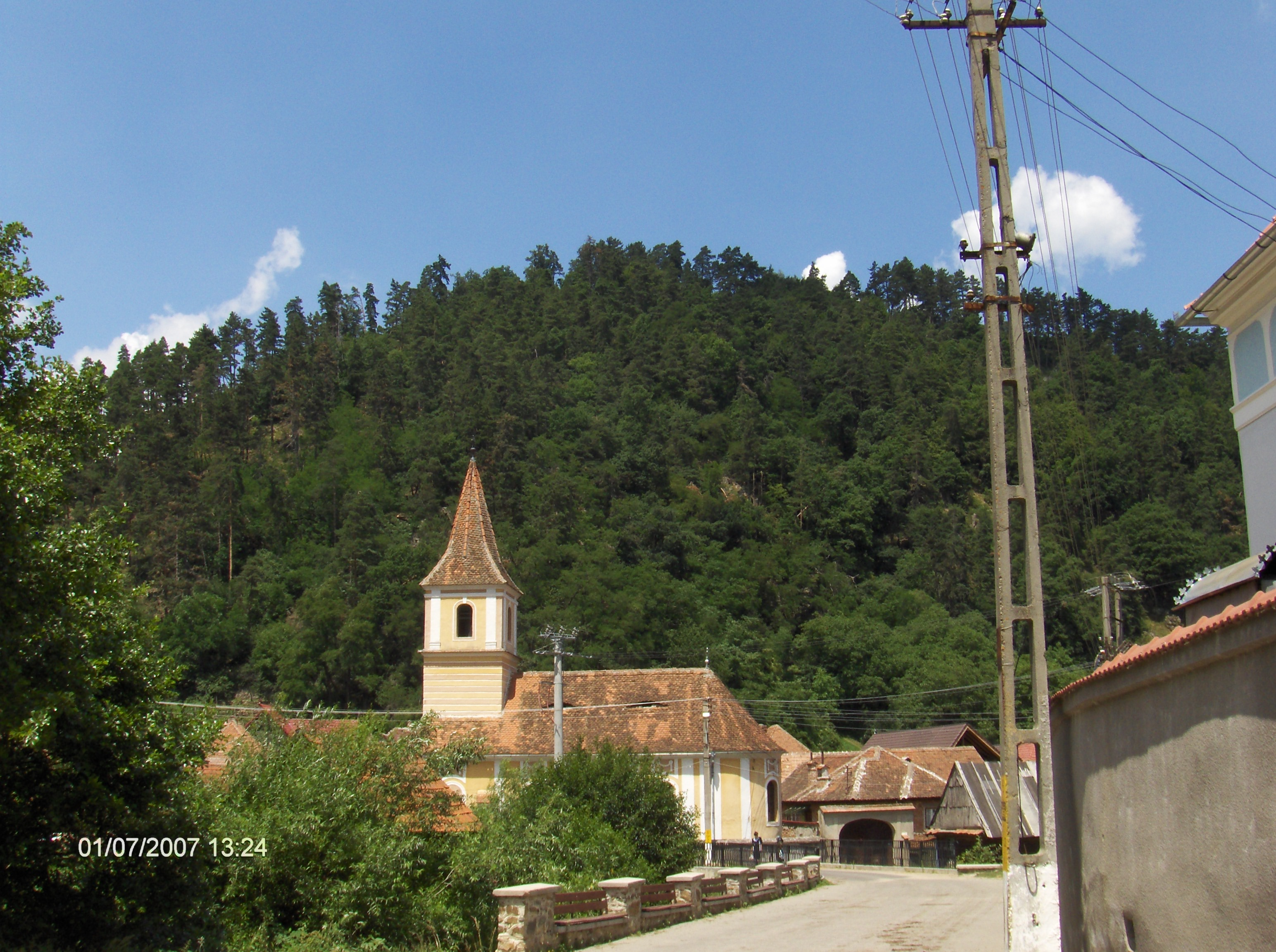
A kisebbik templom
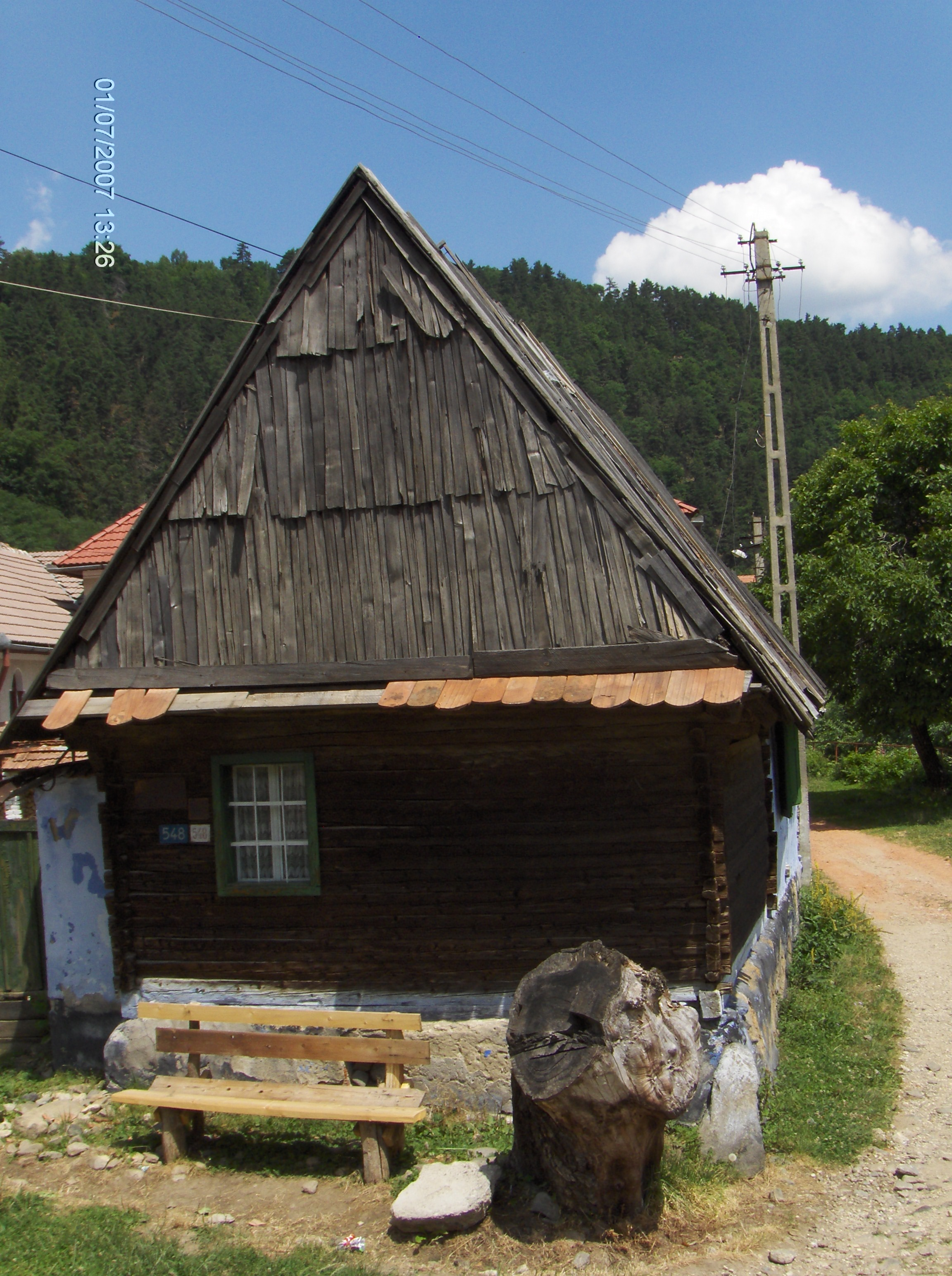
Régi parasztház
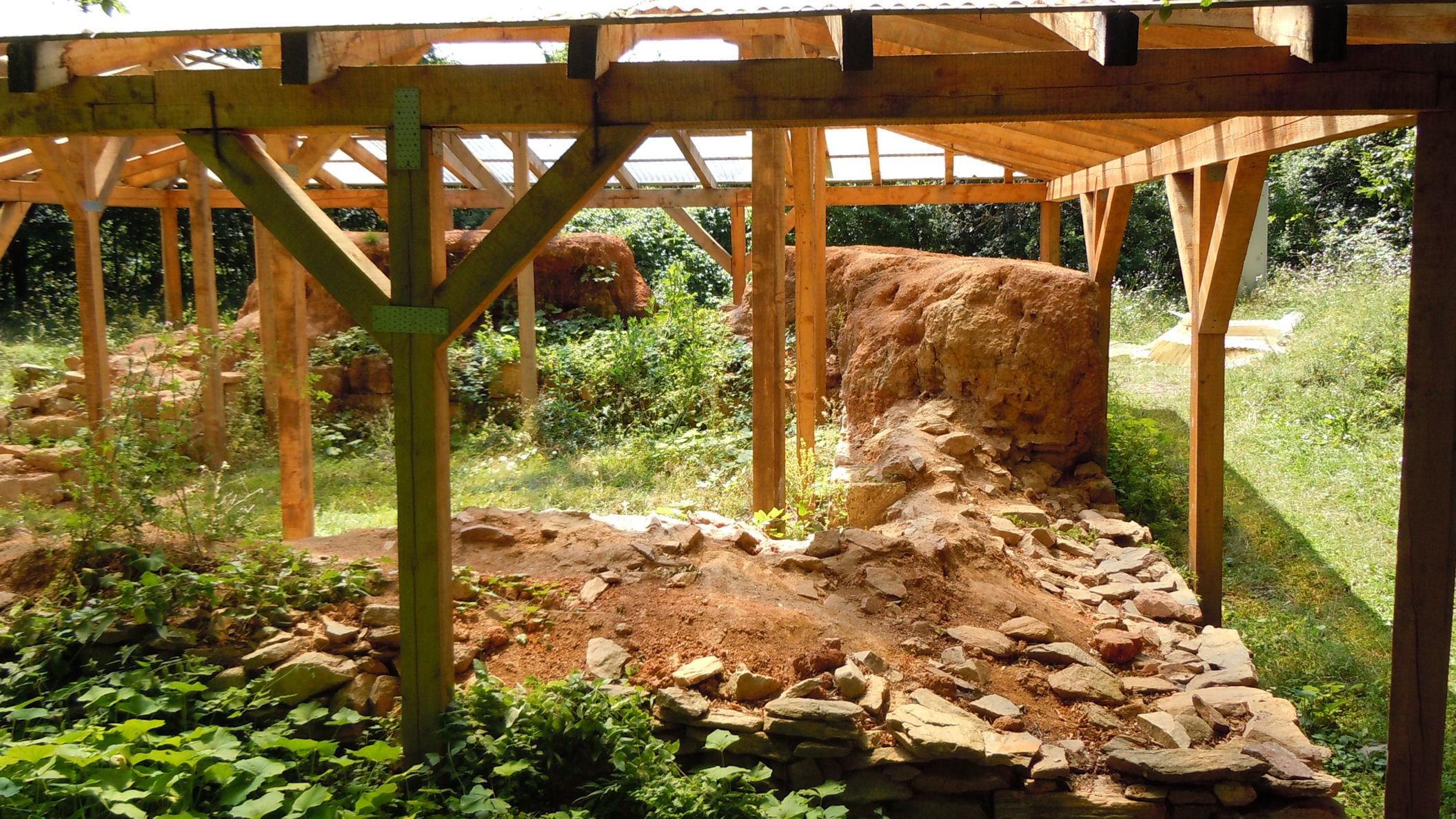
A dák erőd feltárása a jellegzetes murus dacicus-szal